# Сусанна (Рембрандт)
Сусанна (нидерл. Suzanna) — картина голландского художника Рембрандта Харменса ван Рейна, созданная в 1636 году. За основу взят библейский сюжет из Книги пророка Даниила (13:15−24), что входит в Ветхий Завет. Автор визуализировал историю праведной и скромной Сусанны, которая противостояла притязаниям посторонних мужчин. Сюжет приобрел известность в западноевропейской культуре времен Средневековья, а также среди ряда художников (Аннибале Карраччи, Питер Пауль Рубенс, Питер Ластман и других). Картина неоднократно продавалась и, в конце концов, оказалась у представителей знатной династии Оранских. «Сусанна» от начала создания и по сей день остается достаточно популярной среди искусствоведов и ценителей, и именно поэтому участвовала в выставках вне Нидерланд. Впервые она была предоставлена римской Галерее Боргезе в 1928 году, а последний раз находилась в Национальном музее Прадо с октября 2008 по январь 2009 года. Картина под инвентарным номером 147 хранится в музее Маурицгейс в Гааге.

## История
Когда Рембрандт стал известным и получал много заказов, он оставил свою лейденскую мастерскую. В 1631 году перебрался в Амстердам, где и написал картину «Сусанна», в период взлета своей карьеры. В 1636 году он женился на Саскии ван Эйленбюрх, дочери бургомистра города Леуварден. Брак позволил художнику укрепить не только финансовое и общественное положение, но и открыл доступ к широкому кругу состоятельных заказчиков. Исследователи творчества Рембрандта указывают на то, что художник довольно часто зарисовывал близких ему женщин, пока последние одевались, когда находились в постели с болезнью, или были беременными или во время отдыха. Саския обычно позировала мужу во время работы над его картинами.
Обстоятельства создания «Сусанны», а также её пребывания в течение более ста лет с момента написания, остаются невыясненными. Первым официально задокументированным владельцем стал коллекционер из Антверпена — Снеєрс (нидерл. P. J. Snijers). 23 мая 1758 года он продал картину на аукционе в Антверпене (лот номер 1008). Новым владельцем стал покупатель голландского или бельгийского происхождения Фиренс (нидерл. Fierens), который приобрел её за 157 гульденов. В том же году произведение было продано голландскому политику, секретарю Государственного совета[en] Говерту ван Слингеланду[nl]. Он владел картиной до самой смерти 2 ноября 1767 года. Согласно его завещанию «Сусанну» должны были продать на аукционе, который должен был состояться 18 мая 1768 года в Гааге. Однако при неизвестным обстоятельствах картину выкупили до 1 марта 1768 года. Новым владельцем, который приобрел её за 50 000 гульденов, стал принц Оранский-Нассау, штатгальтер Нидерландов — Вильгельм V Оранский. Во время его владения картина в разное время бывала в Гааге, Апельдорне, Леувардене. Последним местом пребывания «Сусанны» стал семейный замок Ораньєнштайн[en] в городе Диц[en]. В 1795 году графство Нассау[en] оккупировали войска Первой французской республики. Вместе с другими вещами картину вывезли в Париж, где она попала в музей Наполеона. Это обстоятельство стало известным благодаря инвентарным ведомостям, составленным экспертным комиссаром музея Лувр Жаном-Батистом-Пьером Лебруном[fr], который описал музейный экспонат № 147, как «конфискован французами в 1795 году». После отречения Наполеона в 1815 году «Сусанну» вернули королевской семье Нидерландов и она стала частью частной коллекции короля Вильгельма I. С 1816 года картина находилась в галерее принца Вильгельма V[en], расположенной у здания Государственного казначейства и библиотеки Маурицгейс. После того, как в 1822 году помещение было полностью передано под музей, «Сусанна» стала частью его фондов.

## Сюжет
Сюжет картины с ключевым моментом изображение Сусанны[en], которую застали врасплох во время приготовления к купанию, Рембрандт взял с библейского сюжета в Книге пророка Даниила (XIII, 15-24). У жителя Вавилона Йоакима была женщина по имени Сусанна, которая славилась своей красотой. Они имели богатый дом с большим садом. Иоаким был очень богатым и влиятельным и поэтому иудеи собирались у него дома для решения различных вопросов. Однажды двое новоизбранных судей после собрания в доме Иоакима увидели его женщину, Сусанну, которая всегда выходила в сад, когда все гости расходились. Эти двое старцев запылали любовью к ней, но не говорили друг другу о своих намерениях. Ежедневно они пристально следили за ней, когда последняя принимала ванну. Равно раз Сусанна вышла в сад в сопровождении двух служанок, чтобы принять ванну. Она велела им запереть ворота сада и принести различные благовония и масло. Служанки исполнили её распоряжение и вышли через боковую дверь. В это время старцы, что скрывались в саду, вышли к Сусанны. Обнаженной женщине они заявили о своих намерениях овладеть ею, а если она откажет им в близости, то они публично обвинят её в прелюбодеянии. Сусанна на это ответила: «Туго мне отовсюду: ибо как сделаю это — смерть мне, а если не сделаю — не сбежать мне из рук ваших, но предпочитаю, не сделав этого, попасть в ваши руки, чем согрешити перед Богом». После этого старцы подняли шум и рассказали прибывшим на него людям, что они видели, как Сусанна вместе с неизвестным парнем предавались разврату. На следующий день, когда народ собрался в доме Иоакима, пришли и оба старца, полные преступного умысла против Сусанны — выдать её на смерть. Присутствующие поверили им, как старшим среди народа, и приговорили Сусанну к смерти. Последняя взмолилась к Богу о помощи и он наделил присутствующего парня по имени Даниил силой и решимостью защитить женщину. Даниил начал расспрашивать стариков, предварительно разделив их, и впоследствии разоблачил их в клевете. В конце концов иудеи по закону Моисея убили старцев за возведенный поклеп, репутация Сусанны была восстановлена, а Даниил стал весьма почитаемым в обществе.

## Выполнение
Карел ван Мандер в книге «Жизнеописание художников[en]», опубликованной в 1604 году, сетовал на то, что итальянские художники всегда отзывались о голландских коллегах, как о несостоятельных изображать человеческие фигуры и поэтому призвал сделать все возможное, чтобы опровергнуть их слова. Рембрандт изучил рекомендации из книги ван Мандера «Den Grondt der Edel vry Schilder-Const» и освоил технику передачи пропорций фигур, а также состояния аффекта и других эмоций. Однако со временем ван Рейн сознательно отошёл от концепции передачи изящных поз и движений, таких как контрапост. Итак, это стало его персональным стилем, который выгодно выделял его картины от работ других художников.
Довольно необычным стало решение Рембрандта изобразить старцев, которые перестали шпионить за обнаженной Сусанной и разоблачили себя лишь в виде лиц, что едва разборчивы в темно-зеленых кустах с правой стороны полотна. В трактовке Рембрандта героиня (или жертва) только что почувствовала их присутствие. Они шепчут ей непристойное предложение, ведь взгляд на её лице направлен прямо, а не к мужчинам в кустах. Она выглядит испуганной, а проявления отвращения появляются в углах её темных глаз, что увлажняются от слез. На высоком уровне художнику удалось изобразить эмоции Сусанны в виде отвращения, страха и гнева и в то же время незыблемого, красивого лица. В момент отчаяния она не теряет ума, что было передано в моменте прикрытия интимных частей тела рукавом от рубашки. Вместе с тем Рембрандт оставил некоторые загадки на картине, среди которых, например, обувь женщины, которую она сбрасывает или спешно пытается надеть.
В январе 2019 года в еженедельном рецензируемом научном журнале, охватывает все аспекты химии «Angewandte Chemie»[en] группа ученых опубликовала результаты своих исследований. Виктор Гонзалез (нидерл. Д Victor Gonzalez), Марина Котте (нидерл. Д Marine Cotte), Гіллез Валлез (нидерл. Профессора. Gilles Wallez), Анналіз ван Лон (нидерл. Д Annelies van Loon), Ваут где Нолф (нидерл. Д Wout de Nolf), Марьям Евено (нидерл. Marc Eveno), Катрин Коне (нидерл. Д Katrien Keune), Петра Нобл (нидерл. Д Petria Noble), Йорис Дик (нидерл. Профессора. Joris Dik) взяли образцы краски размером менее 0,1 мм из трех картин Рембрандта, включая «Сусанну». Опыты были проведены в «Европейском центре синхротронного излучения»[en] в городе Гренобль, где команда использовала рентгеновское излучение для определения химических веществ в образцах краски. Во время исследования было подтверждено авторство Рембрандта над техникой импасто, что предполагает использование гидроцерусита. Краска была получена сочетанием свинцового белого пигмента (смесь и) с органическим связующим средой, но точная рецептура пока что остается загадкой. Процесс исследования предусматривал использование сочетания рентгеноструктурного анализа и экспериментальной станции источника синхротронного излучения[en] (методы ID22 (High angle resolution) и ID21 (High lateral resolution)). В результате исследования было обнаружено довольно редкое соединение — плюмбонакрит[nl].

## Влияние других художников
Фламандские художники XV века как, например, Ян ван Эйк, начали натуралистическую живопись не под влиянием итальянских коллег, а параллельно с ними. Знакомство с традициями и стилем итальянской школы живописи шло через торговый путь между Брюгге и итальянскими городами. Свои картины Рембрандт писал под влиянием не только итальянских художников, но и голландских, таких как Питер Пауль Рубенс, Питер Ластман и других.
В отличие от многих своих коллег, Рембрандт никогда не посещал Италию. Благодаря тому, что в XVII веке Амстердам был одним из важных художественных центров, ван Рейн мог изучать итальянский стиль по привезенным картинам и других художников. Исследователи и историки искусств отмечают, что есть определённая схожесть стилей в работах «позднего Рембрандта», что дает возможность делать предположения о наследовании голландцем таких итальянцев, как Тициан, Тинторетто и Веронезе. Это мнение разделяет профессор истории искусств Колумбийского университета Дэвид Росанд (англ. David Rosand).
Исследователи проекта «Рембрандт» склонны к мысли, что «Сусанна» была создана в период, когда ван Рейн отошёл от влияния Альбрехта Дюрера и Леонардо да Винчи и вернулся к стилю Питера Ластмана. Последнему Рембрандт подражал в своих работах в период 1620-х годов. Вероятным заимствованием от итальянского художника Аннибале Карраччи является изображение позы самой Сусанны.

## Критика
По убеждению австрийского ученого, историка искусств и основателя направления феминистской историографии искусства Даниэлы Гаммер-Тугендгат[de], картина «Сусанна» является довольно необычной в исполнении через замысел художника изобразить старцев в весьма необычном месте и необычным способом.
Профессор истории и истории искусств Колумбийского университета, который специализируется на голландской истории, сэр Саймон Шама отозвался о «Сусанне» как о картине, «по которой возможно исследовать сексуальные трагедии. В этой работе Рембрандт с помощью кисти и красок размышляет о связи между плотской агрессией, добродетелью и жертвой; между взглядом и роковым прикосновением; между сексом и историей».
Юрист, автор переведенных пьес и книг о театре и поэзии, критик Андрис Пелс[nl] подверг уничтожающей критике работы Рембрандта, на которых были изображены обнаженные женщины. Он называл автора «главным еретиком от живописи», картину «Сусанна» — такой, что «далека от природы греческой Венеры, а главную героиню сюжета — искаженную дряблыми грудями, с руками, что скорее напоминают колбасы и вообще дряблым телом».